# Lily Kong

Lily Kong

Lily L.L. Kong (chinesisch 江莉莉, Pinyin Jiāng Lìlì; geb. 1965) ist eine singapurische Geografin und die derzeitige Präsidentin der Singapore Management University (SMU). Sie ist die erste Frau und die erste Akademikerin aus Singapur an der Spitze einer singapurischen Universität. Bevor sie an die SMU kam, war sie Fakultätsmitglied am Fachbereich Geografie der National University of Singapore (NUS) und hatte verschiedene leitende Positionen an der NUS inne.

## Karriere
Kong schloss 1986 ihr Studium an der National University of Singapore (NUS) mit einem Bachelor (Honours) ab und erwarb 1988 einen Master of Arts (M.A.) an der NUS. Anschließend promovierte sie 1991 am University College London. Die ausgebildete Kulturgeografin wurde 1991 Fakultätsmitglied am Fachbereich Geografie der NUS und war von 2000 bis 2003 Dekanin der Fakultät für Kunst- und Sozialwissenschaften der NUS. Darüber hinaus bekleidete sie weitere leitende Positionen an der NUS, u. a. als Dekanin des University Scholars Programme, stellvertretende Prorektorin (Bildung), stellvertretende Prorektorin (akademisches Personal), stellvertretende Vizepräsidentin (akademische Angelegenheiten) des Yale-NUS College, Direktorin des Asien-Forschungsinstituts und Vizepräsidentin (Universität und globale Beziehungen).
Im September 2015 kam Kong als Prorektorin und Lee-Kong-Chian-Chair-Professorin für Sozialwissenschaften an die Singapore Management University (SMU). Anfang 2019 trat sie die Nachfolge des belgischen Wissenschaftlers Arnoud De Meyer als Präsidentin der SMU an und ist damit die erste Frau und auch die erste Wissenschaftlerin aus Singapur an der Spitze der SMU.
Als Präsidentin der SMU konzentrierte sich Kong auf die Verbesserung der Qualität der Studierenden und des Lehrkörpers der Universität, die Entwicklung von Bildungsprogrammen, die Steigerung des Einflusses der universitären Forschung und die Reform der Universitätspolitik in Bezug auf sexuelle Belästigung.
Kong ist seit Januar 2009 Mitglied der Kommission für den öffentlichen Dienst von Singapur.
Im September 2020 wurde Kong als eine der 25 herausragenden weiblichen Führungskräfte im asiatisch-pazifischen Raum in der Forbes-Liste der „2020 Asia's Power Businesswomen“ aufgeführt.

## Forschung
Kong war Redakteurin oder Mitglied in internationalen Redaktionsbeiräten von über 15 Zeitschriften, darunter Social and Cultural Geography und Dialogues in Human Geography. Sie ist außerdem Herausgeberin der Reihe Pacific Rim Geographies: Studies on Contemporary Culture, Environment, Cities and Development des Verlages Routledge, Co-Chefredakteurin der ARI-Springer Asia Series und Beraterin für Buchreihen für The Politics of Popular Culture in Asia Pacific der Verlage University of Illinois Press und Hong Kong University Press. Darüber hinaus hat sie 19 Bücher und Monografien veröffentlicht sowie über 150 Beiträge in internationalen Fachzeitschriften und Buchkapitel verfasst. Zu ihren Forschungsinteressen gehören Religion, Kulturpolitik und Kreativwirtschaft, nationale Identität, Globalisierung und Migration sowie der soziale Aufbau von Natur und Umwelt.

## Auszeichnungen
Kong erhielt folgende Auszeichnungen:
Singapur
- NUS Faculty of Arts and Social Sciences Teaching Excellence Award
- NUS Outstanding University Researcher Award
- National Book Development Council of Singapore Book Award
- Pingat Pentadbiran Awam (Perak) (Public Administration Medal (Silver)), 2006
- Bintang Bakti Masyarakat (Public Service Star), 2020[5]

International
- Ehrendoktorin (Doctor of Science), Loughborough University, 2006[12]
- Commonwealth Fellowship Award
- Fulbright Fellowship Award
- Robert Stoddard Award for Distinguished Service (Geography of Religion and Belief Systems), Association of American Geographers
- Victoria Medal, Royal Geographical Society, 2024[13]
- Ernennung zum Mitglied der British Academy, 2025[14]